# Metoncholaimus pristiurus
Metoncholaimus pristiurus är en rundmaskart som först beskrevs av Zur Strassen 1894.  Metoncholaimus pristiurus ingår i släktet Metoncholaimus och familjen Oncholaimidae. Inga underarter finns listade i Catalogue of Life.